# Alexander Nicolaus Scherer

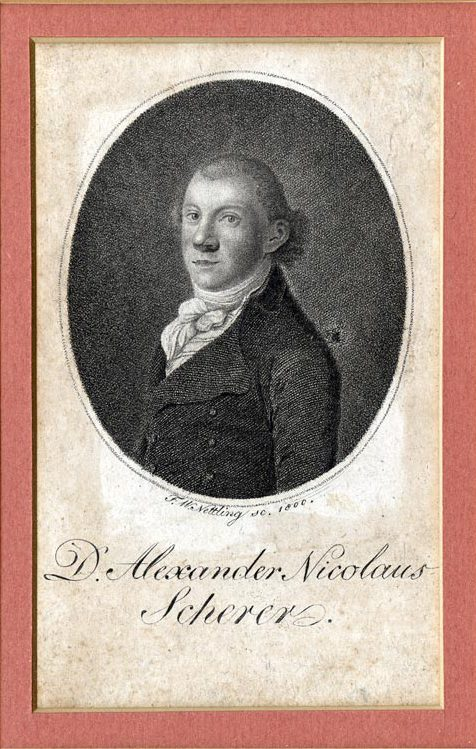
Alexander Nicolaus Scherer

Alexander Nicolaus Scherer (russisch Александр Иванович Шерер, * 30. Dezember 1771jul. / 10. Januar 1772greg. in Sankt Petersburg; † 16. Oktoberjul. / 28. Oktober 1824greg. in Sankt Petersburg) war ein deutsch-russischer Chemiker.

## Leben
Sein Vater Johann Benedict Scherer war promovierter Jurist aus dem Elsass und Beamter im Kollegium für finnische, estnische und livländische Rechtsangelegenheiten, seine Mutter stammte aus Riga. Da der Vater die Familie verließ, als er als Beamter des russischen Außenministeriums nach Versailles ging, wuchs er in ärmlichen Verhältnissen in Sankt Petersburg auf, was sich erst besserte als seine Mutter mit ihm 1783 zu ihrem Bruder nach Riga ging. Er besuchte die Domschule in Riga und studierte in Jena ab 1789 zunächst Theologie, wandte sich dann aber der Chemie zu. Da seine Verwandten ihm darauf die Unterstützung strichen, fand er durch Vermittlung seiner Lehrer (Friedrich August Göttling, Voigt) über Johann Wolfgang von Goethe die Unterstützung des Herzogs von Weimar. Er wurde 1794 in Jena promoviert, war an der Gründung der naturforschenden Gesellschaft in Jena beteiligt und lehrte dort Chemie, bis man ihm das untersagte, da er in Streit mit seinen Lehrern geriet. Scherer besuchte England und Schottland und ging nach der Rückkehr 1799 nach Weimar, wo er vom Herzog zum Bergrat ernannt wurde und im Weimarer Gymnasium öffentliche Chemievorlesungen hielt. Mehrere Veröffentlichungen machten ihn bekannt und er wurde 1800 Professor für Physik in Halle. Das wurde ihm aber zu eintönig und er wurde Chemiker bei der Fayence-Fabrik von Baron von Eckstein bei Potsdam.
1803 wurde er Professor für Chemie und Pharmazie an der neu gegründeten Kaiserlichen Universität Dorpat. Schon wenig später ging er als Professor an die medizinisch-chirurgische Akademie in Sankt Petersburg, an der Militärärzte ausgebildet wurden. Er unterrichtete auch Chemie am Berg-Kadettenkorps (wo er Inspektor wurde) und am Pädagogischen Institut und er hielt im Winter öffentliche Vorlesungen. Er war 1818 Gründer der Pharmazeutischen Gesellschaft in Sankt Petersburg und deren Direktor. Außerdem war er im Manufaktur-Collegium und im Medizinalrat.
Er verfasste ein Werk über die Heilquellen Russlands und sollte auch die im Kaukasus untersuchen. Aufgrund seines Temperaments war er jedoch mit wichtigen Persönlichkeiten in Sankt Petersburg zerstritten und sein Schüler Neljubin wurde dafür ausgewählt (er veröffentlichte darüber 1825). Scherer war enttäuscht und trat von seiner Professur an der medizinisch-chirurgischen Akademie zurück. Er starb an Hepatitis und hinterließ eine Witwe und drei Kinder.
1807 wurde er außerordentliches und 1815 ordentliches Mitglied der Russischen Akademie der Wissenschaften in Sankt Petersburg. 1821 wurde er zum Mitglied der Leopoldina gewählt.

## Schriften
- Grundzüge der neueren chemischen Theorie. Jena 1795 Google Books
- Versuch einer populären Chemie. Mühlhausen 1795, 10685995 im VD 18.
- Nachträge zu den Grundzügen der neuern chemischen Theorie. Jena 1796 Google Books
- Kurze Darstellung der chemischen Untersuchungen der Gasarten. Für seine öffentlichen Vorlesungen entworfen. Weimar 1799 Google Books (auch ins Englische übersetzt)
- Die neueste Untersuchung über die Mischung der Blasensteine. Jena 1800
- Grundriß der Chemie. Cotta, Tübingen 1800. Google Books
- Versuch einer systematischen Uebersicht der Heilquellen des Russischen Reiches, mit 11 Karten. St. Petersburg 1820 Google Books

Ab 1798 gab er das Allgemeine Journal der Chemie heraus. Es erschien zuerst bei Breitkopf und Härtel in Leipzig und von 1801 bis 1803 in Berlin.
1817/18 veröffentlichte er in Sankt Petersburg die Nordischen Blätter für Chemie und anschließend von 1819 bis 1822 die Allgemeinen nordischen Annalen der Chemie (8 Bände).